# Yxsjön, Härryda kommun
Yxsjön är en sjö i Härryda kommun i Västergötland och ingår i Kungsbackaåns huvudavrinningsområde. Sjön är 18 meter djup, har en yta på 1,06 kvadratkilometer och befinner sig 75,8 meter över havet.
Sjön ligger delvis vid Benareby. Den dominerande fiskarten i sjön abborre, men även mört och gädda finns. Sjön har ett rikt fågelliv. Det finns Lom, storskrake, diverse andra änder och gäss samt enstaka rovfåglar från tid till annan. I sjön finns några öar varav några är bebyggda med sommarbostäder.

## Delavrinningsområde
Yxsjön ingår i delavrinningsområde (639788-128447) som SMHI kallar för Utloppet av Yxsjön. Medelhöjden är 106 meter över havet och ytan är 8,79 kvadratkilometer. Det finns inga avrinningsområden uppströms utan avrinningsområdet är högsta punkten. Vattendraget som avvattnar avrinningsområdet har biflödesordning 3, vilket innebär att vattnet flödar genom totalt 3 vattendrag innan det når havet efter 28 kilometer. Avrinningsområdet består mestadels av skog (84 %). Avrinningsområdet har 1,12 kvadratkilometer vattenytor vilket ger det en sjöprocent på 12,7 %. Bebyggelsen i området täcker en yta av 0,13 kvadratkilometer eller 1 % av avrinningsområdet.